# Nullode

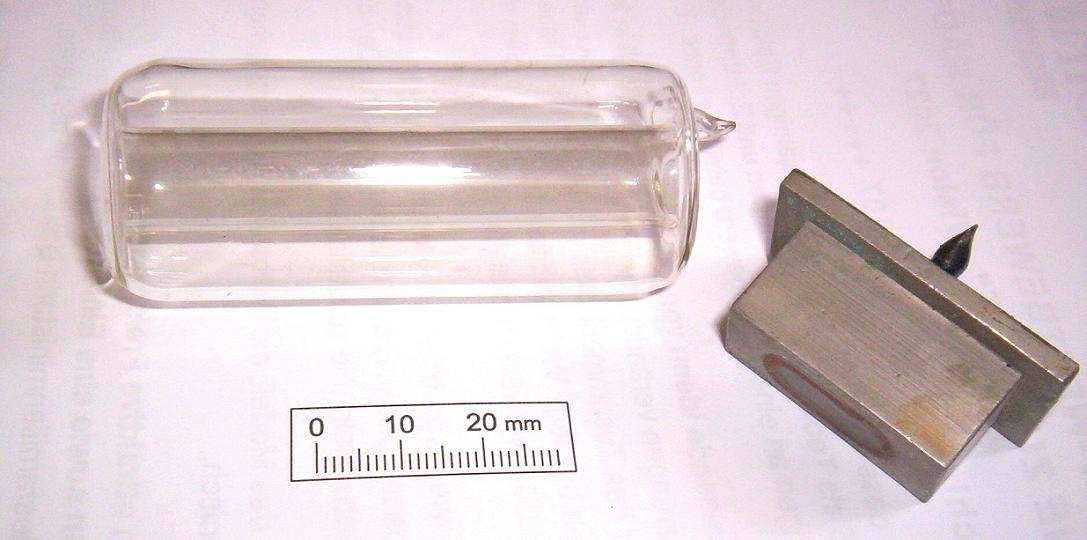
Nulloden; oben in Toroid-Form für Koaxialleiter, rechts in Form einer Kammer als Hohlleiterkomponente

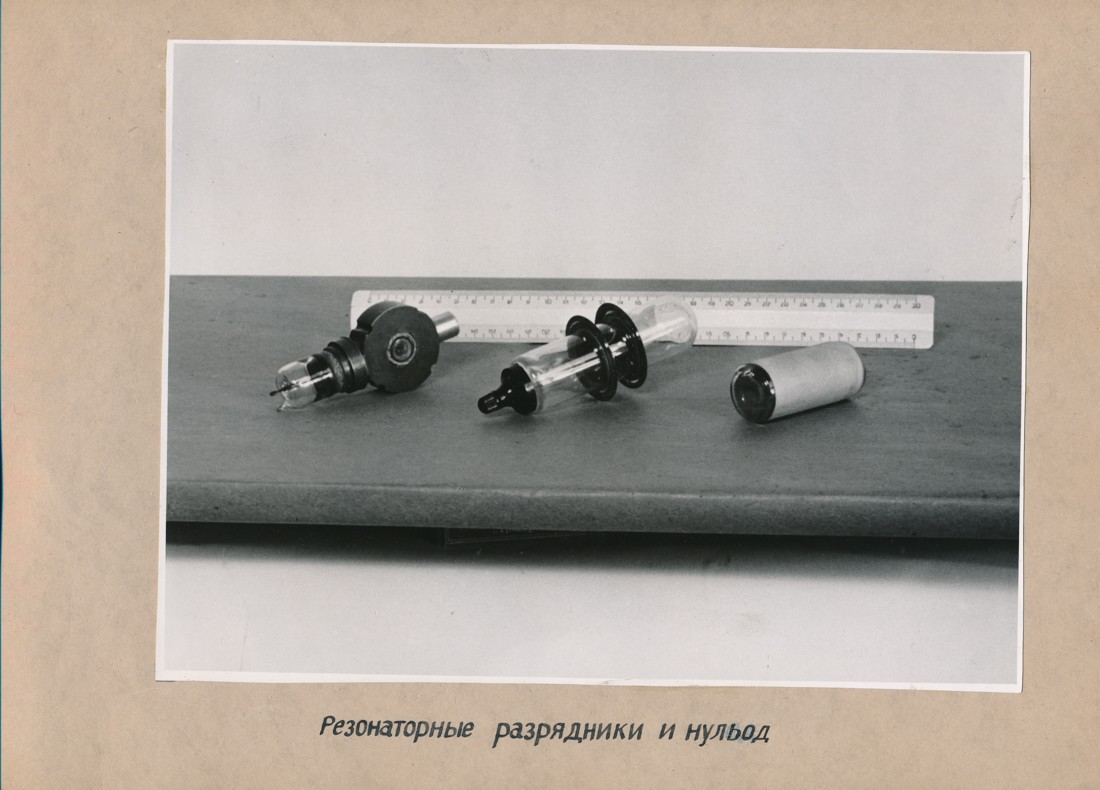
Nachbauten von alliierten (links) und deutschen Nulloden aus dem 2. Weltkrieg, hergestellt 1946 im LKVO Berlin

Eine Nullode ist eine Spezialform einer Gasentladungsröhre. Sie hat keine (Null) Elektroden und besteht aus einem gasgefüllten Hohlglas. Als Gas kann beispielsweise Wasserdampf verwendet werden. Bei Anlegen eines starken elektromagnetischen Feldes entsteht darin eine Gasentladung.

## Anwendung
Nulloden, auch als Sperröhren bezeichnet, wurden in Radargeräten dazu eingesetzt, das Empfangsteil vor dem starken Sendeimpuls zu schützen. Unter anderem dadurch wird es möglich, dieselbe Antenne zum Senden und Empfangen zu verwenden. Durch den Hochfrequenzsendeimpuls wird die Nullode im Inneren ionisiert und stellt nun für diesen einen Kurzschluss mit hoher Transmissionsdämpfung für den Empfangsweg dar, quasi eine Barriere. Nach Ende des Sendeimpulses und Abklingen der Ionisation ist der Empfangsweg dann wieder ungedämpft. Spätere Entwicklungen erhielten zwar Elektroden zur Erzeugung einer Hilfsentladung oder Einstellung einer Resonanzfrequenz, sie wurden aber weiterhin als Nulloden bezeichnet.
Nulloden zum Einsatz in Koaxialleitungen haben die Form eines Toroids, zum Einsatz in Hohlleitern sind es runde oder rechteckige Hohlraumkammern. Inzwischen gibt es auch extern durch Elektroden und Hochspannungsimpulse triggerbare HF-Schalter für Hohlleiter.